# PM3

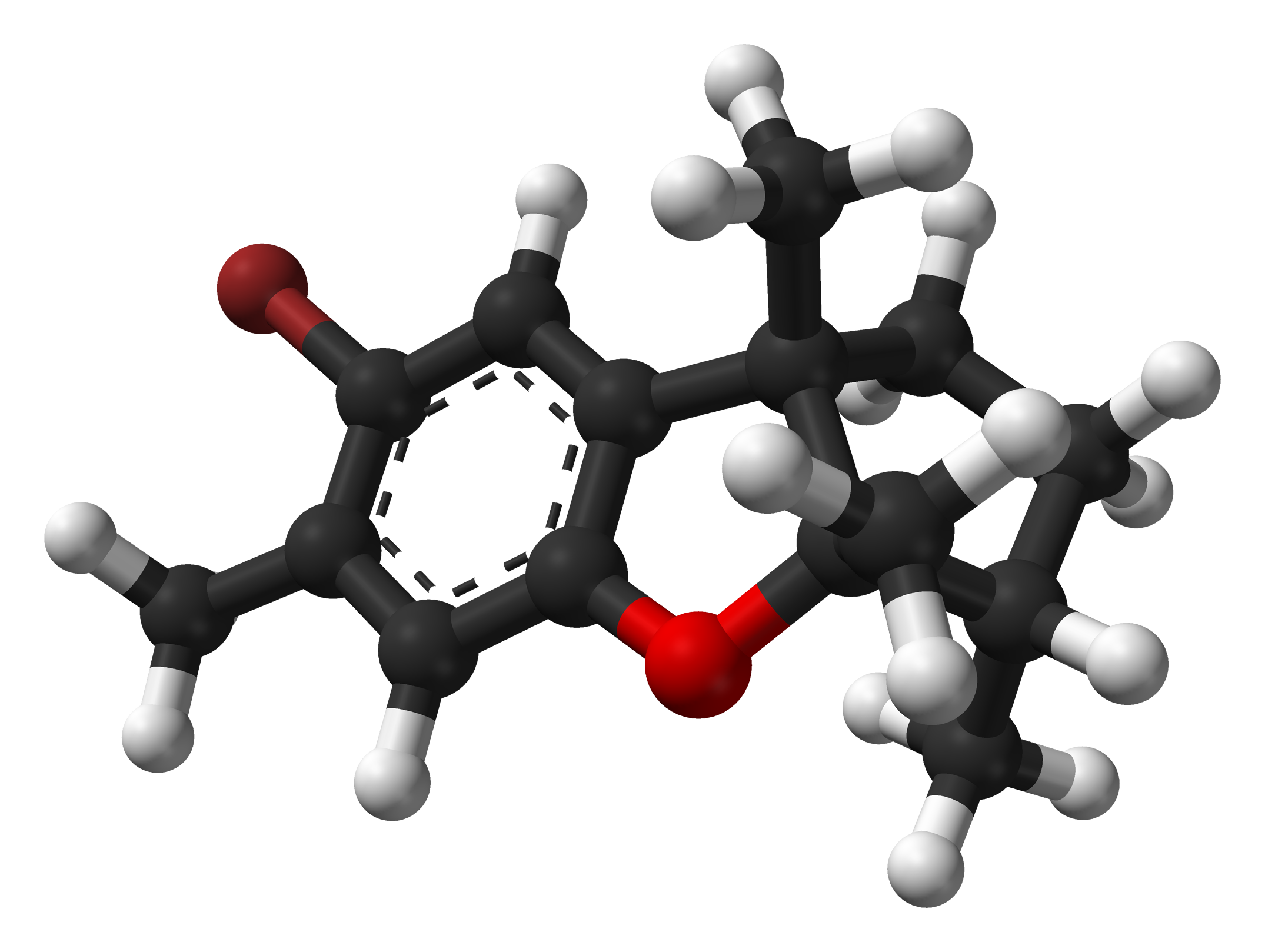
アプリシン分子の球棒モデル、C_{15}H_{19}BrO
炭素, C: 黒; 水素, H: 白; 臭素, Br: 赤茶; 酸素, O: 赤。分子構造はPM3半経験的手法によりSpartan Student 4.1を使って計算された。

PM3あるいはParameterized Model number 3は、計算化学において分子の電子構造の量子計算のための半経験的手法の一つである。PM3法はNDDO (Neglect of Diatomic Differential Overlap) 積分近似（二原子微分重なりの無視）を基にしている。
PM3法はAM1法と同じ形式化および方程式を使用している。PM3とAM1の差異は: 1) PM3はコア反発関数のために2つのガウス関数を使用しているが、AM1は元素に応じて1から4つのガウス関数を使用している; 2) パラメータの数値が異なる: という2点のみである。その他の差異はパラメータ化の際の哲学と手法にある。AM3は分光測定からパラメータ値の一部を得ているが、PM3は最適値として扱っている。
本手法は、J. J. P. Stewartによって開発され、1989年に発表された。PM3法は関連するRM1、AM1、MNDO、MINDO法と共にMOPACプログラム（古いバージョンはパブリックドメインとなっている）に実装されており、GAUSSIAN、CP2K、GAMESS (US)、GAMESS (UK)、PC GAMESS、Chem3D、AMPAC、ArgusLab、BOSS、SPARTANといったその他のプログラムにも実装されている。
オリジナルのPM3には以下の元素のパラメータが含まれている: H、C、N、O、F、Al、Si、P、S、Cl、Br、I。
SPARTANに実装されたPM3は、Ca、Ti、V、Cr、Mn、Fe、Co、Ni、Cu、Zn、Zr、Mo、Tc、Ru、Rh、Pd、Hf、Ta、W、Re、Os、Ir、Pt、Gdの計算をサポートする遷移金属のための追加拡張を含んでいる。多くの他の元素（大部分は金属）のパラメータ化は後に行われた。
Sparkle/PM3と呼ばれるランタノイド錯体のPM3計算のためのモデルも導入されている。